# Osmia decorata
Osmia decorata là một loài Hymenoptera trong họ Megachilidae. Loài này được Morawitz mô tả khoa học năm 1886.